# Ina-Yoko Teutenberg
Ina-Yoko Teutenberg (Düsseldorf, 28 oktober 1974) is een ploegleider en voormalig wielrenster uit Duitsland.

## Biografie

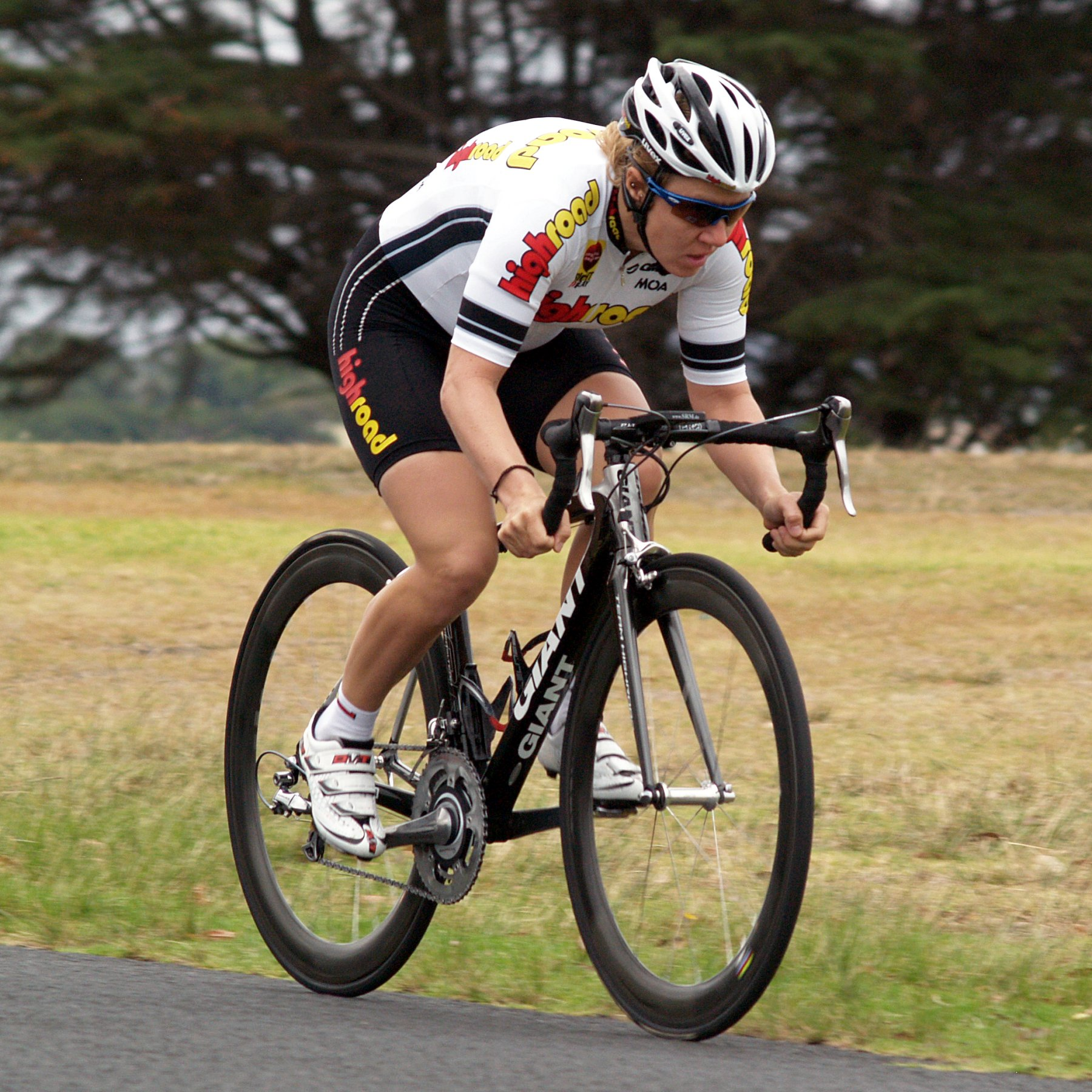
Teutenberg in 2008

Met haar sprintkwaliteiten behaalde Teutenberg meer dan 200 overwinningen. Ze werd tweemaal Duits kampioene (2009 en 2011), won het WK ploegentijdrit (2012), won brons op het WK op de weg (2011) en werd vierde op de Olympische Spelen in 2012. Ze won 16 etappes in de Tour de l'Aude, 14 etappes in de Holland Ladies Tour en 13 etappes in de Giro Donne. In 2006 en 2007 werd ze resp. tweede en derde in het wereldbekerklassement. Ze reed negen jaar voor de ploeg die achtereenvolgens T-Mobile, Columbia-High Road en Specialized-lululemon heette.

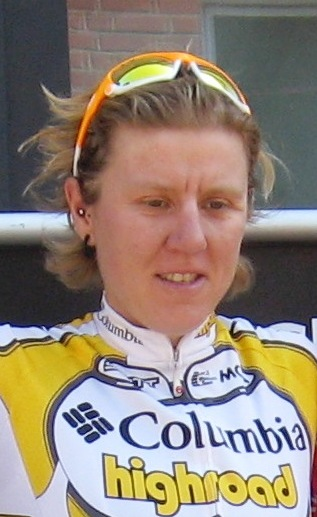
Teutenberg in 2009

Ze kwam voor Duitsland uit op de wegwedstrijd tijdens de Olympische Zomerspelen 2012. Ze finishte hier als vierde, door de sprint te winnen van het uitgedunde peloton, een halve minuut na de winnares Marianne Vos. Net als haar landgenote Judith Arndt was Teutenberg een van de 23 LGBT-atleten tijdens de spelen in Londen.
Twaalf jaar eerder deed ze ook al mee aan de Olympische Zomerspelen 2000 in Sydney; zelf haalde ze de finish niet, maar haar landgenote Hanka Kupfernagel won zilver achter Leontien van Moorsel.

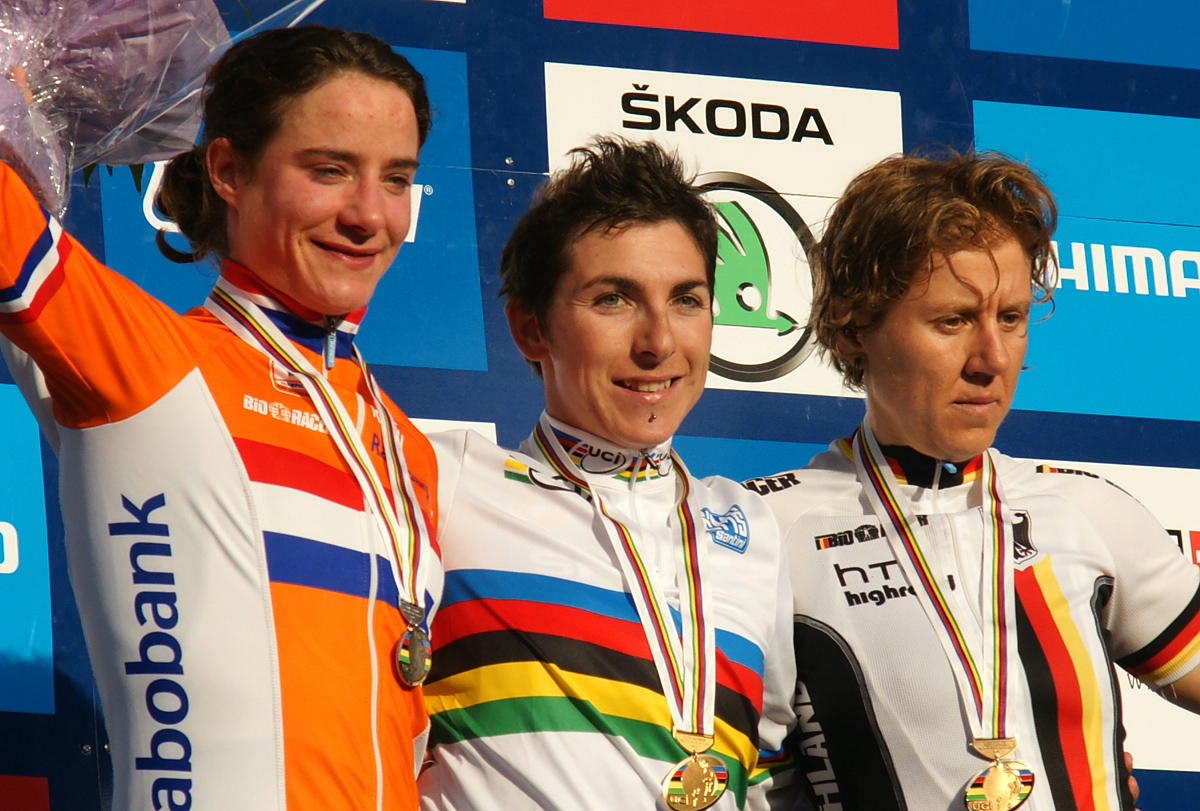
Brons op het WK 2011

In 2011 werd ze derde op het wereldkampioenschap, achter Giorgia Bronzini en Marianne Vos. Eén jaar later won Teutenberg met haar ploeg Specialized-lululemon goud tijdens het eerste WK ploegentijdrit voor merkenteams in Valkenburg.
Op 7 maart 2013 viel Teutenberg zwaar tijdens de Drentse 8 van Dwingeloo. Ze kwam dat seizoen niet meer in actie en beëindigde eind 2013 haar carrière.

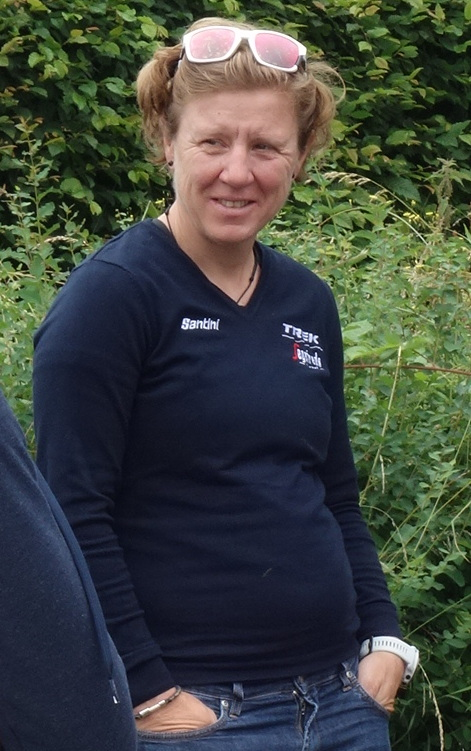
Ploegleider bij Trek-Segafredo

Na haar actieve carrière begeleidt ze jonge Amerikaanse rensters. Vanaf 2019 is ze ploegleider bij de nieuwe vrouwenploeg Trek-Segafredo.

## Familie
Ina-Yoko Teutenberg is de jongere zus van de wielrenners Lars en Sven Teutenberg en ze is tante van Lea Lin Teutenberg en Tim Torn Teutenberg.

## Erelijst
1996
- Eindklassement Ronde van Thüringen

1998
- 5e etappe Holland Ladies Tour
- 4e etappe Women's Challenge

1999
- 7e en 12e etappe Women's Challenge

2000
- 8e en 9e etappe Women's Challenge
- 5e etappe, deel A Holland Ladies Tour

2001
- CSC Invitational
- 3e etappe Ronde van Thüringen
- 10e en 13e etappe Women's Challenge

2002
- CSC Invitational
- 3e etappe Holland Ladies Tour
- 5e etappe Ronde van Thüringen
- Etappe 1, 4 en 5B Tour de l'Aude

2003
- Etappe 4B en 9 Tour de l'Aude
- 5e etappe Holland Ladies Tour

2005
- WB-wedstrijd Rotterdam Tour
- Commerce Bank Liberty Classic
- 2e en 3e etappe Redlands Bicycle Classic
- 4e etappe, deel A Holland Ladies Tour

2006
- WB-wedstrijd Australia World Cup
- 4e etappe Ronde van Geelong
- 2e en 3e etappe Ronde van Nieuw-Zeeland
- Lowland International Rotterdam Tour
- 3e etappe, deel B Ronde van Toscane
- 1e etappe Ronde van Drenthe
- 2e en 3e etappe Holland Ladies Tour
- 4e etappe Tour de Feminin - Krásná Lípa
- 5e en 10e etappe Tour de l'Aude
- Lancaster Classic
- 2e in Eindklassement Wereldbeker

2007
- Commerce Bank Triple Crown of Cycling
- Lancaster Classic
- Commerce Bank Reading Classic
- Commerce Bank Liberty Classic
- 4e en 7e etappe Giro Donne
- 2e en 3e etappe Ronde van Geelong
- 1e en 6e etappe Ronde van Nieuw-Zeeland
- 9e etappe Tour de l'Aude
- 3e etappe Ster Zeeuwsche Eilanden
- 4e en 5e etappe Trophée d'Or
- 3e in Eindklassement Wereldbeker

2008
- 6e etappe Ronde van Nieuw-Zeeland
- Drentse 8 van Dwingeloo
- 4e etappe Gracia Orlová
- 5e en 8e etappe Tour de l'Aude
- Commerce Bank Triple Crown of Cycling
- Commerce Bank Reading Classic
- Eindklassement Ster Zeeuwsche Eilanden
  - 2e en 3e etappe Ster Zeeuwsche Eilanden
- 1e, 2e, 3e en 8e etappe Giro Donne
- Proloog, 1e en 5e etappe Route de France
- 1e, 4e en 6e etappe Holland Ladies Tour
- Etappe 2B en 4 Ronde van Toscane

2009
- Duits kampioen wegwedstrijd, Elite
- Ronde van Vlaanderen
- Drentse 8 van Dwingeloo
- Ronde van Gelderland
- 4e etappe Gracia Orlová
- 1e, 3e en 9e etappe Tour de l'Aude
- Commerce Bank Liberty Classic
- Eindklassement Ster Zeeuwsche Eilanden
- 4e etappe Giro Donne
- 1e en 3e etappe Route de France
- 5e etappe Holland Ladies Tour
- 5e etappe Ronde van Toscane
- Eindklassement San Dimas Stage Race

2010
- Drentse 8 van Dwingeloo
- Eindklassement Ronde van Chongming
  - 1e en 3e etappe Ronde van Chongming
- 3e, 6e en 9e etappe Tour de l'Aude
- Commerce Bank Liberty Classic
- 1e, 2e, 3e en 4e etappe Giro Donne
- 1e etappe Route de France
- 1e etappe Holland Ladies Tour
- Eindklassement San Dimas Stage Race

2011
- Duits kampioen wegwedstrijd, Elite
- Wereldkampioenschap op de weg
- 3e etappe Ronde van Nieuw-Zeeland
- 2e etappe Energiewacht Tour
- Ronde van Gelderland
- Eindklassement Ronde van Chongming
  - 2e etappe Ronde van Chongming
- 1e etappe Giro del Trentino Alto Adige-Südtirol
- 4e en 10e etappe Giro Donne
- 2e etappe Ronde van Thüringen

2012
- Wereldkampioene ploegentijdrit
  - met Specialized-lululemon (Charlotte Becker, Ellen van Dijk, Amber Neben, Evelyn Stevens en Trixi Worrack)
- Eindklassement Energiewacht Tour
  - 2e en 3e etappe Energiewacht Tour
- Liberty Classic
- 1e etappe Emakumeen Bira
- 1e en 2e etappe Ronde van Thüringen
- 1e en 5e etappe Holland Ladies Tour

## Grote rondes
| Jaar | Ronde van Italië | Tour de l'Aude | La Grande Boucle Féminine |
| ---- | ---------------- | -------------- | ------------------------- |
| 2007 | opgave (2)       |                |                           |
| 2008 | opgave (3)       | 34e (2)        |                           |
| 2009 | 62e (1)          | 25e (3)        |                           |
| 2010 | 65e (4)          | 46e (3)        |                           |
| 2011 | 53e (2)          |                |                           |
| 2012 | opgave (0)       |                |                           |